# Taillades
Taillades is een gemeente in het Franse departement Vaucluse (regio Provence-Alpes-Côte d'Azur) en telt 1792 inwoners (1999). De plaats maakt deel uit van het arrondissement Apt.

## Geografie
De oppervlakte van Taillades bedraagt 6,9 km², de bevolkingsdichtheid is 259,7 inwoners per km².
De onderstaande kaart toont de ligging van Taillades met de belangrijkste infrastructuur en aangrenzende gemeenten.

## Demografie
Onderstaande figuur toont het verloop van het inwonertal (bron: INSEE-tellingen).